# 代間團結
代間團結，又稱「世代團結」、「代際團結」，指不同的世代之間的社會依附關係，如：剛出生幼年人無法獨立生存，老年人也需透過年輕人生產財貨或服務才能存活。
過去代間團結的概念往往集中於家庭中的個體層次，世代在個體層次係指家庭族譜的孫子女、子女、父母、祖父母、曾祖父母......等，多以盡孝道為出發點。Roberts, Richards & Bengtson曾在1991年提出「代間連帶理論」，研究家庭內親子與祖孫之間的代間關係，關注如何凝聚不同世代間的情感，以達到增進家族情感為目的。然而近年來代間團結的概念脫離了以往集中於家庭中的個體層次，並在歐盟的推動之下進而往總體層次發展。

## 時空背景
現今社會日益高齡化及少子化，導致大眾開始更加關注代間流動。尤其是在高齡化更嚴重的歐洲國家，歐盟更曾多次提出相關促進代間團結的計畫，以冀達到讓社會整體認知，高齡非社會的負擔，反而是年輕人的重要領導者。ex.美國聯邦的高齡志工計畫(結合高齡和青年進行家教、社區服務的世代攜手教育計畫、為高齡者與家庭配對以幫助罹患慢性病或身心脆弱兒童的家庭之友計畫、杜邦企業由七千名高齡與退休員工擔任年輕員工的職場導師計畫等)有助於世代之間的經驗傳承，並且得有效解決社區需求，更重要設能夠活化整個勞工市場。

## 作法
歐盟訂定每年的4月29日為「世代團結日」，希望可以友善的對待高齡者並建立更高的世代團結。在歐盟所提出的跨世代團結目標包含：
1. 促進活力老化
2. 透過志願服務和關懷，促進積極高齡化社會
3. 促進健康高齡化和獨立生活
4. 加強各代之間的團結，建立一個不分年齡共享的社會ex.歐盟訂定每年的4月29日為世代團結日希望歐盟可以友善的對待高齡者並建立更高的世代團結

## 勞保年金問題
台灣目前的勞保年金因為現今社會日益高齡化及少子化出現了「繳多」、「領少」的問題。對於青年世代而言「繳多」代表了其身上負擔加重，須面臨到提高保險費率；對於即將要退休的高齡者而言「領少」則影響到了高齡者退休後的生活品質。相較之下，大多的利益都集中於壯年世代，壯年世代在政策的制定上掌有較具影響力的決定權，雖然其退休後所領的年金可能較少，但其險費率皆較青年世代低。故青年跟高齡世代的利益遭受到了壯年世代的剝削，造成了世代矛盾。

## 代間團結在企業
- 重要性

1. 新人經驗及知識系統不足，通常只能處理單一資訊，無法自己組合及綜合資訊，因此須倚賴經驗充足的前輩分享自己的智慧
2. 代間的對話及互動學習有助於知識建構的過程

- 師徒關係

美國學者Kram指出，在師徒關係中，擔任師傅的資深員工能提供兩類重要的功能，分別是職涯功能（Career Functions）及社會心理功能（Psychosocial Functions）。
1. 職涯功能（Career Functions）：師傅協助徒弟發展專業能力，或是協助徒弟在組織中的升遷
2. 社會心理功能（Psychosocial Functions）：徒弟剛入職場，可能會有不安或焦慮感，師傅可透過分享個人經驗及生活，協助徒弟發展能力、自信及自我效能，甚至可能會讓徒弟將師傅視為典範，進而影響徒弟的工作表現與成就感的獲得。

- 學徒制

又稱“藝徒培訓”，是指由用工單位招收學徒工，在師傅的直接教導下通過生產實踐活動，學習並掌握生產技藝或業務技巧從而成為新技術工人或專業人員的一種培訓方式、在我國及歐洲都是相當常見的方式。然而近代隨著企業改革的深入，傳統的學徒培訓亦逐步被新型的現代培訓所替代，企業組織高新技能培訓、名師帶徒活動，以達到職場上的代間團結。師徒關係不僅是提供知識交流的管道，也會建立人際信任，師傅透過社會心理功能對徒弟展現關懷，並且給予情緒與心理上的協助與成長。胡昌亞指出，基於師徒之間的信任感與認同感，師傅在必要時還能展現留才的能力，使得徒弟更換工作的可能性較低。此外，由於師徒互動是一種教學相長的過程，師傅為了進行有效的知識分享，往往需要重新檢視自身的知識，並且思考如何說明清楚。過程中，不但協助將內隱知識外顯化，也可能會因此帶動徒弟願意分享自己的內隱知識，促使師徒共同重新建構並且統整自身的知識系統。

## 個案
歐盟與美國退休人員協會近年來有提出各項計畫
1. 互惠互助型計畫：指能讓不同世代互相滿足對方需求的計畫。EX.比利時協會的「一屋二齡」計畫，為學生找尋有意提供租房的獨居老人，如此外地學生便可以找到舒適廉價的宿舍，而獨居老人亦可以找到人相伴。
2. 跨世代教育與學習型計畫：不同世代擁有不同的知識跟技能，他們可以透過此項計畫互相教育及學習。EX.歐盟資助的「知識志工」計畫，讓青年為超過60歲的老人提供數位閱讀能力的課程，教他們如何使用電腦上網瀏覽。
3. 建立關係計畫：指沒有血緣關係的不同世代建立情感成為生活夥伴的計畫。EX.美國的家庭之友計畫和瑞典單親家庭所組成的非營利組織提出「人人會見點」計畫，讓60歲以上的長者和單親家庭建立友誼並舉辦活動，讓參與者有自然正面的互動關係。
4. 跨世代互動計畫：讓不同世代接觸、聯繫不同世代的短期活動。EX.荷蘭鹿特丹舉辦的「世代運動會」此活動給予學生跟高齡者共同度過兩天一夜的機會，希望藉以促進社區間不同世代間的積極互動。